# Sjekvetili
Sjekvetili (georgiska: შეკვეთილი) är en by i provinsen Gurien i distriktet Ozurgeti vid Georgiens västkust mot Svarta havet, vid mynningen av floden Natanebi.
Sjekvetili är en populär semesterort, känd bland annat för dess 5 kilometer långa strand. Antalet folkbokförda invånare är 175 (2014).